# Мамедов, Юнус Мирза Мамед оглы
Юнус Мирза Мамед оглы Мамедов (азерб. Yunus Mirzəməmməd oğlu Məmmədov; 6 мая 1900, Нуха — 9 января 1987, Шеки, Азербайджанский ССР) — советский азербайджанский государственный деятель, Герой Социалистического Труда (1949).

## Биография
Родился 2 мая 1909 года в городе Нуха Нухинского уезда Елизаветпольской губернии (ныне город Шеки, Азербайджан).
Окончил Ленинградскую полит-военную академию (1936).
В 1925-1943 годах — политрук батареи, старший политрук, инструктор политотдела Азербайджанской дивизии. Участник Великой Отечественной войны. 
С 1943 года — инструктор ЦК КП Азербайджана, секретарь Варташенского РК КП, председатель исполкома Нухинского районного Совета депутатов трудящихся, директор Нухинского производственного комбината, заведующий отделом коммунального хозяйства. В 1948 году обеспечил своей работой перевыполнение в целом по Нухинскому району планового сбора урожая табака на 24,4 процента.
Указом Президиума Верховного Совета СССР от 1 июля 1949 года за получение в 1948 году высоких урожаев табака Мамедову Юнусу Мирза Мамед оглы присвоено звание Героя Социалистического Труда с вручением ордена Ленина и золотой медали «Серп и Молот».
С 1963 года — пенсионер союзного значения.
Активно участвовал в общественной жизни Азербайджана. Член КПСС с 1924 года.